# Шэннон, Муса
Муса Химье Шэннон (англ. Musa Himie Shannon; 1 августа 1975, Сиракьюс, Нью-Йорк, США) — либерийский футболист, центральный нападающий, выступавший за сборную Либерии, и футбольный функционер.

## Биография

### Ранние годы
Муса родился в Сиракьюсе, штат Нью-Йорк, США, в семье либерийцев, когда его отец проходил докторантуру в Сиракьюсском университете. Когда ему был один год, его семья вернулась в столицу Либерии Монровию. В 1990 году в возрасте 15 лет он вместе с матерью, братом и двумя сёстрами как американские граждане были эвакуированы американскими морскими пехотинцами в США из-за разгоравшегося гражданского конфликта. Проживал у родственников в Ньюарке, штат Нью-Джерси. Учился в старшей школе в Ист-Ориндж, штат Нью-Джерси.
Шэннон в 1993—1996 годах обучался в Университете Роберта Морриса по специальности «Бизнес-администрирование», совмещая обучение с игрой за университетскую футбольную команду в Национальной ассоциации студенческого спорта.

### Клубная карьера
На драфте колледжей MLS 1997, состоявшемся 1 февраля 1997 года, Шэннон был выбран в третьем раунде под общим 28-м номером клубом «Тампа-Бэй Мьютини». 10 августа 1997 года сыграл за фарм-клуб в Эй-лиге «Каролина Динамо», забив победный гол против «Херши Уайлдкэтс». За «Тампа-Бэй Мьютини» в MLS дебютировал 15 августа 1997 года в матче против «Даллас Бёрн», выйдя на замену в концовке. 28 сентября 1997 года в матче против «Коламбус Крю» забил свой первый гол в MLS. 10 мая 1998 года в матче против «Нью-Инглэнд Революшн» оформил хет-трик, а 13 мая 1998 года в матче против «Канзас-Сити Уизардс» — дубль. В апреле 1999 года Шэннон забил четыре гола, за что был назван игроком месяца в MLS.
В начале 2000 года Шэннон перешёл в клуб чемпионата Португалии «Маритиму». Дебютировал в Примейра-лиге 4 февраля 2000 года в матче против «Витории Сетубал». 6 мая 2000 года в матче против «Риу Аве» забил свои первые голы за «Маритиму», оформив дубль.
26 июля 2002 года Шэннон вернулся в MLS, присоединившись к клубу «Колорадо Рэпидз». Сыграл за денверский клуб в двух матчах — по одному в регулярном чемпионате и в плей-офф. 5 ноября 2002 года «Колорадо Рэпидз» поместил Шэннона в список отказов.
10 апреля 2003 года Шэннон подписал контракт с клубом Эй-лиги «Ванкувер Уайткэпс». Пропустив первые несколько матчей сезона из-за растяжения подколенного сухожилия, за канадский клуб дебютировал 23 мая 2003 года в матче против «Сиэтл Саундерс», выйдя на замену на овертайм. 29 мая 2003 года «Ванкувер Уайткэпс» отчислил Шэннона.
Шэннон выступал в Китае: в 2003 году за клуб «Нинбо Яома» в Первой лиге, в 2004 году за клуб «Дунгуань Дунчэн» во Второй лиге.

### Международная карьера
За сборную Либерии Шэннон выступал в 2000—2001 годах. В 12 матчах забил один гол — 28 января 2001 года в матче квалификации чемпионата мира 2002 против сборной Ганы.

### Управленческая карьера
В 2008 году Шэннон был назначен президентом новообразованного клуба «ФКАК-Либ».
В 2010 году Шэннон был выбран вице-президентом по административным вопросам Футбольной ассоциации Либерии.